# Łacinka ábécé
A łacinka ábécé (IPA: [laˈt͡sʲinka]) (mai belarusz cirill írással: лацінка) a belarusz nyelv tradicionális, latin betűs írásmódja. A belarusz nyelvet eredetileg cirill betűkkel írták, de a reformáció idején áttértek a latin betűs írásmódra, melyet łacinkának neveztek. Az első ilyen mű a Witanie na Pierwszy Wiazd z Krolowca do Kadlubka Saskiego Wilenskiego volt, melyet 1642-ben adtak ki Vilniusban (akkoriban Wilno).
Az 1700-as évek elejétől a mai Fehéroroszország lengyel területté vált, és az államnyelv is a lengyel lett. Emellett korlátozott lehetőséggel a łacinka is használatban maradt.
Később, a 19. század folyamán a belarusz irodalmi nyelvvé vált, és hosszú ideig vita tárgya volt a helyesírás. Három irányzat vetélkedett: az egyik a lengyel helyesíráson alapult, a másik az oroszon, a harmadik pedig a łacinka volt. Végül a század végére általánossá vált a ma is használt cirill betűs írás. Azóta csak a belarusz emigráció használja a latin írást.
1991-től, az ország függetlenné válástól kezdve ismét elindult egy mozgalom a latin írás visszaállításért. A legnagyobb probléma azonban az, hogy nem sikerült megegyezésre jutni a pontos helyesírásról.

## A łacinka ábécé
Az ábécé 32 betűből áll:
Az ábécének nem része, de önálló hangot jelölnek a következő betűkapcsolatok: ch, dz, dź, dž.
Ezen kívül idegen nevek és meg nem honosult szavak írásában előfordulhatnak a q, w, x betűk is.

## A cirill betűs ábécé átírása łacinkára
| Cirill betű | Łacinka átírás | Megjegyzés |
| ----------- | -------------- | --- |
| А           | a              | |
| Б           | b              | |
| В           | v              | |
| Г           | h, g           | idegen eredetű szavakban és nevekben g: Магдэбургскі – Magdeburgski                                                                           |
| Д           | d              | |
| Е           | ie, je, e      | – szó elején, magánhangzók és ' után je: праект – prajekt - l után e: лес – les - máskor ie: без – biez                                       |
| Ё           | io, jo, o      | – szó elején, magánhangzók és ' után jo: ён – jon - l után o: лёд – lod - máskor io: цёр – cior                                               |
| Ж           | ž              | |
| З           | z, ź           | за -> za, зе -> źe, зё -> źo, зі -> źi, зо -> zo, зу -> zu, зы -> zy, зь -> ź, зэ -> ze, зю -> źu, зя -> źa, з+mássalhangzó -> z+mássalhangzó |
| І           | i, ji          | – szó elején, magánhangzók és ' után ji: ім – jim - máskor i: ліс – lis                                                                       |
| Й           | j              | |
| К           | k              | |
| Л           | ł, l           | – е, ё, і, ю, я előtt l: лёд – lod - ль -> l: соль – sol - máskor ł: луг – łuh                                                                |
| М           | m              | |
| Н           | n, ń           | на -> na, не -> ńe, нё -> ńo, ні -> ńi, но -> no, ну -> nu, ны -> ny, нь -> ń, нэ -> ne, ню -> ńu, ня -> ńa, н+mássalhangzó -> n+mássalhangzó |
| О           | o              | |
| П           | p              | |
| Р           | r              | |
| С           | s, ś           | са -> sa, се -> śe, сё -> śo, сі -> śi, со -> so, су -> su, сы -> sy, сь -> ś, сэ -> se, сю -> śu, ся -> śa, с+mássalhangzó -> s+mássalhangzó |
| Т           | t              | |
| У           | u              | |
| Ў           | ǔ              | |
| Ф           | f              | |
| Х           | ch             | |
| Ц           | c, ć           | ца -> ca, це -> će, цё -> ćo, ці -> ći, цо -> co, цу -> cu, цы -> cy, ць -> ć, цэ -> ce, цю -> ću, ця -> ća, ц+mássalhangzó -> c+mássalhangzó |
| Ч           | č              | |
| Ш           | š              | |
| Ы           | y              | |
| Ь           | '              | з, л, н, с, ц után nem írjuk át, helyette a ź, l, ń, ś, ć használandó                                                                         |
| Э           | e              | |
| Ю           | iu, ju, u      | – szó elején, magánhangzók és ' után ju: маю – maju - l után u: люг – luh - máskor iu: бю – biu                                               |
| Я           | ia, ja, a      | – szó elején, magánhangzók és ' után ja: п’яны – pjany - l után a: лясы – lasy - máskor ia: мяккі – miakki                                    |
| ’           | –              | mássalhangzó után a lágy magánhangzókat nem i-vel, hanem j-vel írjuk át: д’ябал – djabał (és nem *diabał!)                                    |

### Megjegyzés
Eredetileg a łacinka nagyon hasonlított a lengyel írásra. A ma használatos č, š, v, ž helyett a lengyeles cz, sz, w, ż formákat használták.